# 1,2-Diformylhydrazin
1,2-Diformylhydrazin ist eine chemische Verbindung aus der Gruppe der Hydrazinderivate und Hydrazide.

## Gewinnung und Darstellung
1,2-Diformylhydrazin kann durch Reaktion von Hydrazinhydrat und Formamid  bei erhöhter Temperatur gewonnen werden.

## Eigenschaften
1,2-Diformylhydrazin ist ein weißer Feststoff. Es ist ein planares Molekül mit N–N-, N–C- und C=O-Abständen von 138, 133 und 124 pm. Die Verbindung besitzt eine Kristallstruktur mit der Raumgruppe P21/c (Raumgruppen-Nr. 14).
Die Verbindung ist bei erhöhter Temperatur thermisch instabil. Bei DSC-Messungen wird oberhalb von 170 °C die thermische Zersetzung beobachtet. Die Zersetzung verläuft mit einer Zersetzungswärme von −1809 kJ·kg−1 bzw. −160 kJ·mol−1 stark exotherm.

## Verwendung
1,2-Diformylhydrazin kann zur Herstellung organischer Verbindungen (wie Triazolen) verwendet werden.

## Sicherheitshinweise
1,2-Diformylhydrazin löst (wie auch Formylhydrazin) bei oraler Gabe in Mäusen Lungentumore aus.